# 516 př. n. l.

## Událoti
- Kleomenés obdržel řecké velvyslanectví od Maeandria ze Samosu.

- Dareios I. začal okupovat Paňdžáb.

## Úmrtí
- Ping z Čchu, král státu Čchu.

## Hlavy států
- Perská říše – Dareios I. (522–486 př. n. l.)